# Norwegische Meisterschaften im Biathlon 2020
Die Norwegischen Meisterschaften im Biathlon 2020 sollten zwischen dem 26. und dem 29. März 2020 in Vik im Vik Skisenter stattfinden.
Vor dem Hintergrund der Ausbreitung des SARS-CoV-2-Virus wurde am Mittwoch, den 11. März 2020, beschlossen, die Meisterschaften abzusagen.

## Zeitplan
| Datum          | Männer     | Männer               | Frauen      | Frauen                |
| -------------- | ---------- | -------------------- | ----------- | --------------------- |
| 26. März (Do.) | 9:00–16:00 | Training             | Training    | Training              |
| 27. März (Fr.) | 11:30      | Einschießen          | 9:00        | Einschießen           |
| 27. März (Fr.) | 13:00      | Sprint (10 km)       | 11:00       | Sprint (7,5 km)       |
| 28. März (Sa.) | 8:00       | Einschießen          | Einschießen | Einschießen           |
| 28. März (Sa.) | 9:45       | Massenstart (15 km)  | 8:45        | Massenstart (12,5 km) |
| 29. März (So.) | 10:30      | Einschießen          | 8:15        | Einschießen           |
| 29. März (So.) | 11:15      | Staffel (4 × 7,5 km) | 9:00        | Staffel (3 × 6 km)    |

Alle Startzeiten in MEZ.
Es war zudem geplant, im Rahmen der Meisterschaften die Saisonabschlussrennen des sogenannten Lerøy-Cups, dem norwegischen Biathlon-Cups der Jugend und Junioren, durchzuführen.